# Янсен, Ханс
Ханс Янсен (нидерл. Hans Jansen; 5 мая 1956 года, Эммен, Нидерланды) — нидерландский шашист (международные шашки), чемпион Нидерландов 1978, 1994  и 1997 годов, серебряный призёр 1977, 2000, 2001 и 2005 годов, бронзовый призёр 1976, 1987, 1993 и 1995 годов. 
Участник чемпионатов мира 1976 (8 место), 1980 (15 место), 1984 (11 место), 1994 (13 место), 2005 (7 место в полуфинальной подгруппе "А") годов. Международный гроссмейстер, гроссмейстер Нидерландов.
Член (с 10 июля 1979 года) символического клуба победителей чемпионов мира Роба Клерка.